# Lamborghini 350 GTV
Lamborghini 350 GTV — концепт-кар и первый автомобиль, созданный в единственном экземпляре компанией Lamborghini. 350 GTV дебютировал на Туринском автосалоне 26 октября 1963 года. В дальнейшем он послужил основой для серийного Lamborghini 350 GT. Аббревиатуру GTV можно перевести как «быстрый Gran Turismo».

## История

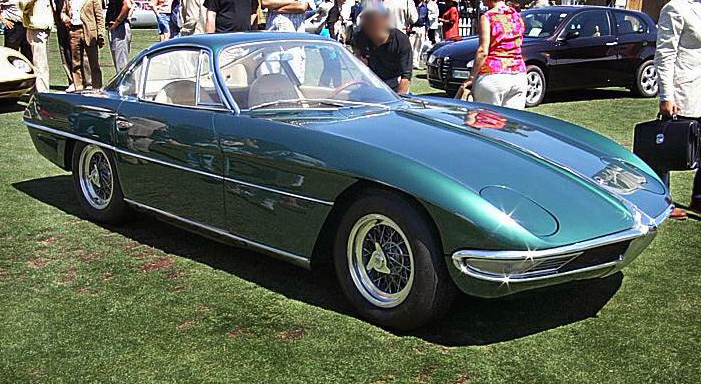
Lamborghini 350 GTV, вид спереди

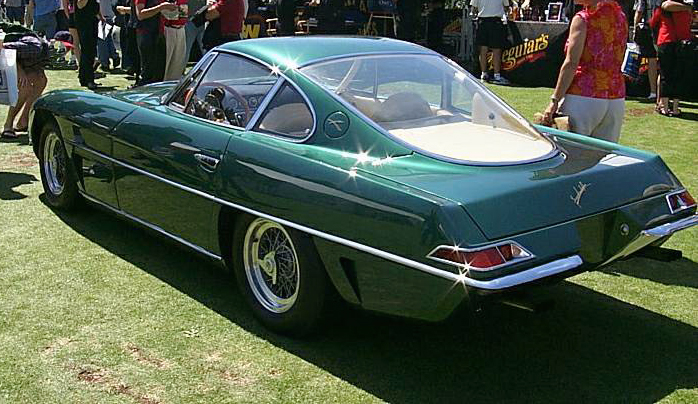
Lamborghini 350 GTV, вид сзади

Первым автомобилем итальянского автопроизводителя стала модель 350 GTV (Название 350 GTV означает объём двигателя 3,50 л, «GT» — Gran Turismo и «V» от слова «Veloce» (что означает «быстрый»)). Небольшая группа людей — Джотто Биззаррини, Франко Скаглионе, Neri и Bonacini — были ответственны за первые автомобили Lamborghini. Ранее Биззаррини работал на Ferrari, разрабатывая модель GTO. Он занимался проектированием двигателя для модели 350 GTV и именно этот двигатель встал в основу всех будущих двигателей, устанавливаемых в автомобили Lamborghini.
Автомобиль был построен настолько быстро, что у производителя даже не было времени должным образом подготовить двигатель для Турина. 26 октября 1963 года на Туринском автосалоне публике впервые был представлен прототип 350 GTV. Двигатель концепт-кара стоял рядом со стендом, в то время как его место в автомобиле заняли кирпичи, отягощавшие переднюю часть купе. Никто из посетителей подмены не заметил. Дальнейшее развитие этой модели стало невозможным в связи с несоответствием кузова и двигателя автомобиля. Двигатель, разработанный Биззаррини, кроме несоответствия с размерами кузова, оказывал большие нагрузки на шасси и ставил под угрозу надёжность конструкции. В результате было принято решение об его изменении на производственной версии 350 GT. Однажды Биззаррини пришёл к Ламборгини и предложил, наряду с выпуском серийных, заняться подготовкой и гоночных двигателей. На это Ферруччо ответил, что автомобили Lamborghini в гонках участвовать не будут — это пустая трата денег, времени и сил. Не сойдясь во мнениях с Ламборгини, Биззаррини прекратил сотрудничать с компанией. Но Ламборгини продолжил начатое дело с другими разработчиками.
По окончании Туринского автосалона 1963 года 350 GTV был помещён на хранение на завод Lamborghini. 350 GTV оставался на хранении до середины 1980-х, когда автомобильный дилер Романо Бернандони и его двоюродный брат Стефано Пазини убедили руководство продать им GTV. Бернандони и Пазини не получили вместе с машиной датчики и рулевое колесо. Однако им пришло несколько предложений по доводке автомобиля до ходового состояния, одно они приняли. В процессе работ над автомобилем цвет был изменён с оригинального бледно-голубого на тёмно-зелёный металлик. Затем 350 GTV был продан японскому коллекционеру, который поместил автомобиль в коллекцию Noritake. Несколько лет спустя 350 GTV был выставлен в музее Lamborghini в Сант-Агата-Болоньезе, где он находится до сих пор.

## Технические характеристики

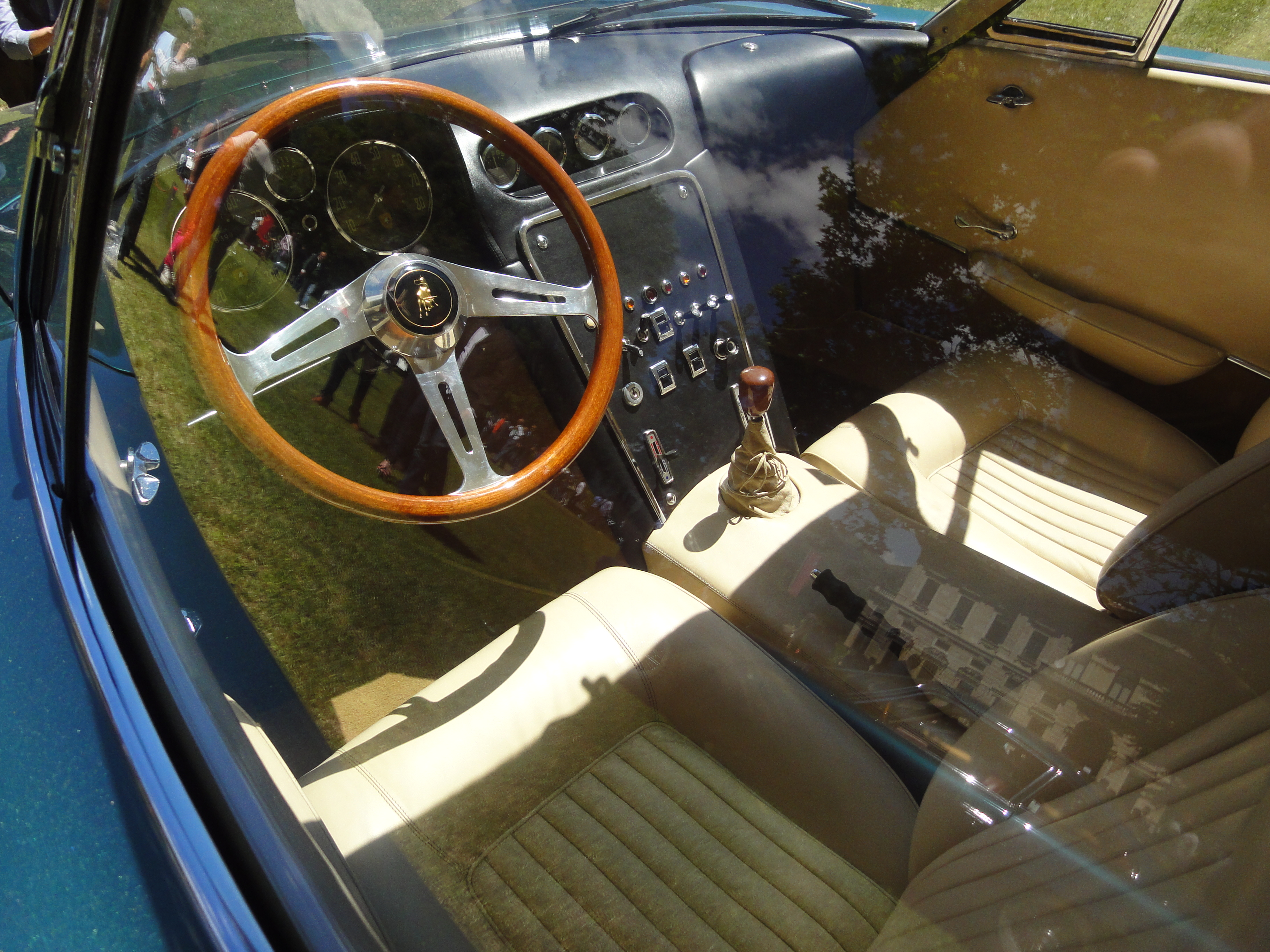
Салон Lamborghini 350 GTV

350 GTV был оснащён сконструированным Биззаррини двигателем — V-образным V12 объёмом 3,5 литра с развалом цилиндров в 60 градусов. Он выдавал 360 л. с. при 8 000 об/мин., совмещённым с пятиступенчатой механической коробкой передач. Эта силовая установка приводила в движение задние колёса и разгоняла GTV до 100 километров в час за 6,7 секунды, а максимальная скорость оценивалась в 280 километр в час. Шасси, по проекту Биззаррини, было построено Neri и Bonacini из сварных труб квадратного сечения.
Автомобиль фактически был построен в маленьком углу фабрики тракторов Lamborghini. После доводки GTV до ходового состояния в 1990 году он был протестирован одним из итальянских автомобильных журналов, получив крайне положительный отзыв (особенно для автомобиля, впервые за 26 лет оказавшегося на дороге).
Дизайн кузова был разработан Франко Скаглионе и создан туринской фирмой Carrozzeria Touring Superleggera. Кузов был изготовлен из алюминия и стали. Мнение Ферруччо оказало значительное влияние на дизайн, он указывал Франко о виде каждой детали. У 350 GTV было много деталей дизайна, которые были необычны во время его появления, включая скрытые фары и шесть выхлопных труб (по три с каждой стороны задней части автомобиля). GTV имеет много хромовых элементов, аккуратно интегрированных в общий дизайн.

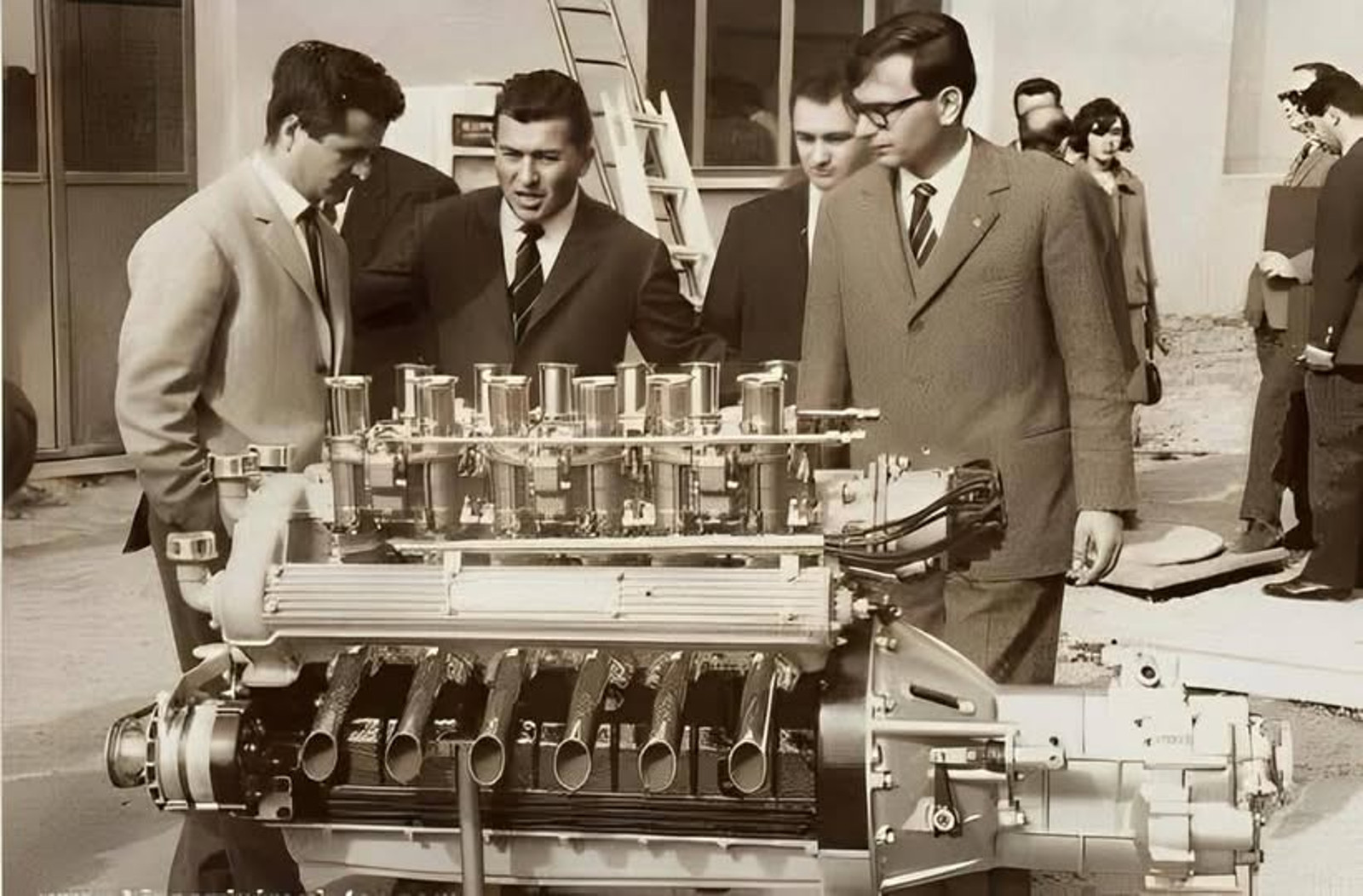
Слева направо: Джотто Биззаррини, Ферруччо Ламборгини и Джан Паоло Даллара в Сант-Агата-Болоньезе в 1963 году с прототипом двигателя Lamborghini V12[англ.].
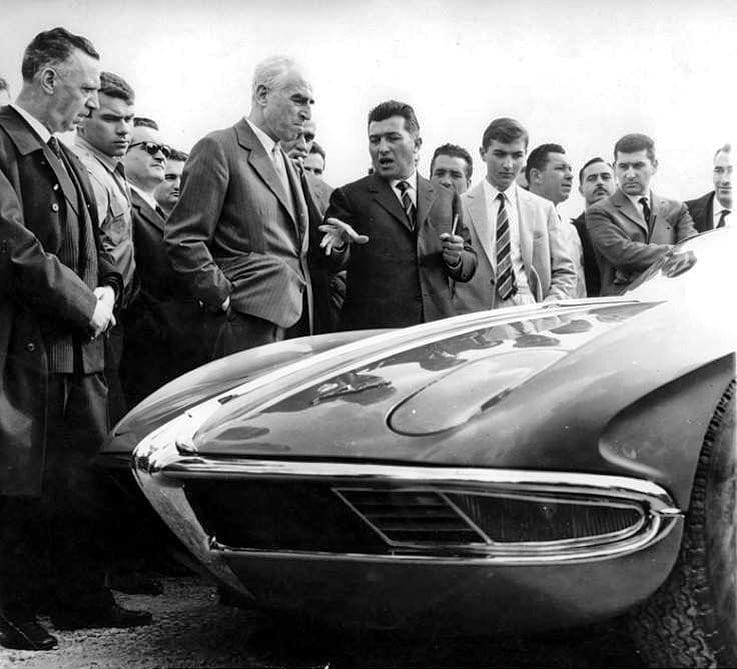
Ферруччо Ламборгини дискуссирует с автомобильным журналистом Джованни Канестрини на тему 350 GTV.
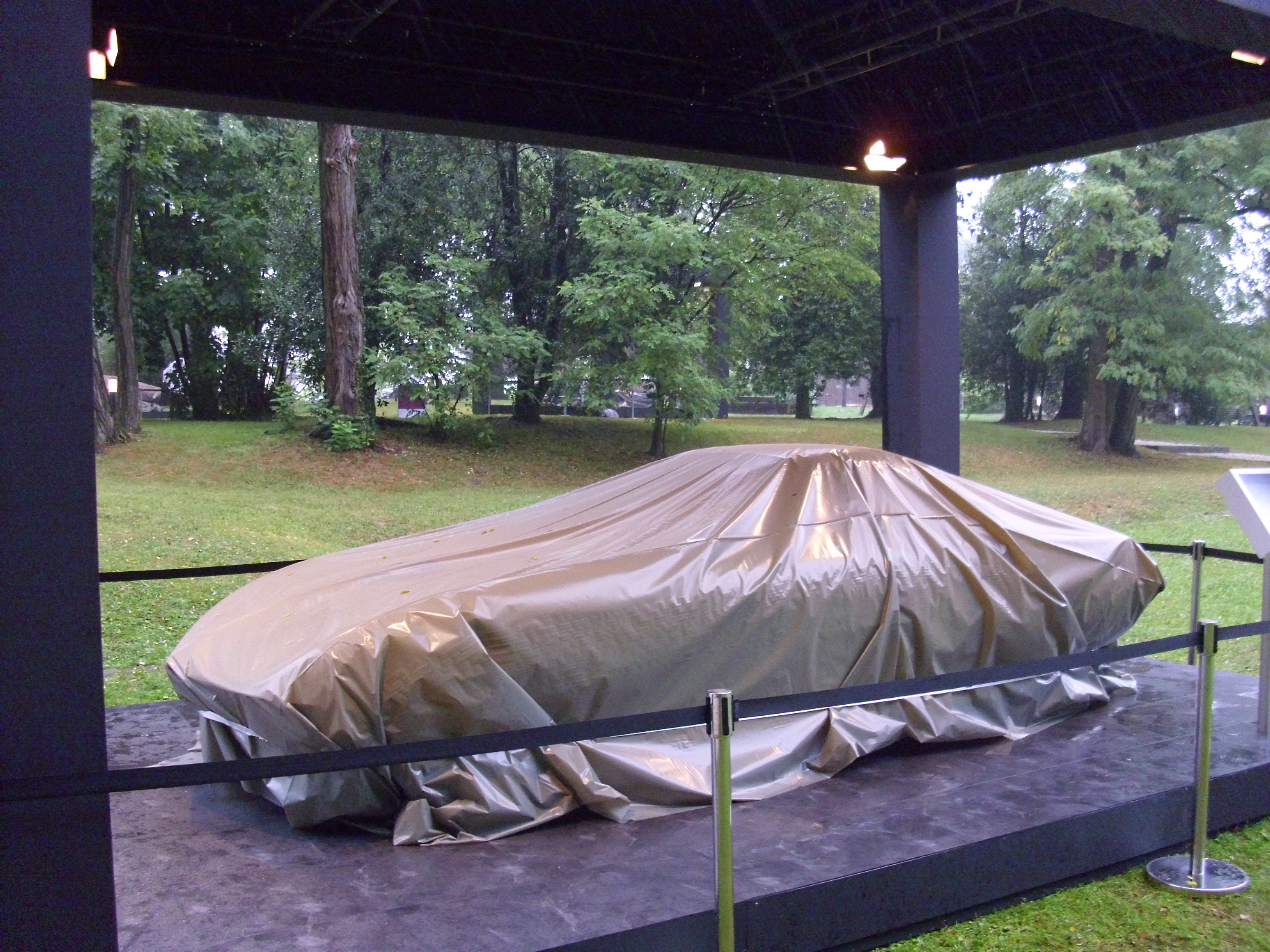
Восстановленный 350 GTV на выставке в сентябре 2013 года.